# Ілія Лончаревич
Ілія Лончаревич (хорв. Ilija Lončarević, нар. 8 жовтня 1944, Чайковці) — югославський, а згодом хорватський футбольний тренер.

## Кар'єра тренера
Розпочав тренерську кар'єру 1987 року, очоливши тренерський штаб клубу «Загреб».
Надалі працював із цілою низкою хорватських клубних команд. Із двома з них, «Інтером» (Запрешич) у 1992 році та «Динамо» (Загреб) у 2001 році, ставав володарем Кубка Хорватії.
У 2003–2004 та 2005–2006 роках очолював національну збірну Лівії.
Іншим закордонним місцем роботи спеціаліста була албанська «Тирана». Діючий на той час чемпіон Албанії запросив Лончаревича очолити його команду влітку 2009 року. Тренер здобув із командою Суперкубок Албанії з футболу 2009, проте вже у жовтні того ж року пішов у відставку без оголошення причин.
Наразі останнім місцем тренерської роботи Лончаревича був «Інтер» (Запрешич), головним тренером команди якого той утретє у своїй кар'єрі був навесні 2021 року.

## Титули і досягнення

### Як тренера
- Володар Кубка Хорватії (2):

«Інтер» (Запрешич): 1992
«Динамо» (Загреб): 2000-2001
- Володар Суперкубка Албанії (1):

«Тирана»: 2009